# Étrun
Étrun és un municipi francès situat al departament del Pas de Calais i a la regió dels Alts de França. L'any 2007 tenia 328 habitants.

## Demografia

### Població
El 2007 la població de fet d'Étrun era de 328 persones. Hi havia 120 famílies de les quals 24 eren unipersonals (8 homes vivint sols i 16 dones vivint soles), 36 parelles sense fills, 56 parelles amb fills i 4 famílies monoparentals amb fills.
La població ha evolucionat segons el següent gràfic:
Habitants censats

### Habitatges
El 2007 hi havia 128 habitatges, 122 eren l'habitatge principal de la família i 6 estaven desocupats. Tots els 126 habitatges eren cases. Dels 122 habitatges principals, 92 estaven ocupats pels seus propietaris, 25 estaven llogats i ocupats pels llogaters i 5 estaven cedits a títol gratuït; 1 tenia una cambra, 8 en tenien dues, 13 en tenien tres, 27 en tenien quatre i 73 en tenien cinc o més. 92 habitatges disposaven pel capbaix d'una plaça de pàrquing. A 52 habitatges hi havia un automòbil i a 53 n'hi havia dos o més.

### Piràmide de població
La piràmide de població per edats i sexe el 2009 era:
| Homes | Edats   | Dones |
| ----- | ------- | ----- |
| 0     | 95 o +  | 0     |
| 0     | 90 a 94 | 0     |
| 0     | 85 a 89 | 0     |
| 0     | 80 a 84 | 0     |
| 0     | 75 a 79 | 4     |
| 4     | 70 a 74 | 12    |
| 12    | 65 a 69 | 8     |
| 8     | 60 a 64 | 12    |
| 8     | 55 a 59 | 0     |
| 4     | 50 a 54 | 4     |
| 8     | 45 a 49 | 20    |
| 20    | 40 a 44 | 24    |
| 16    | 35 a 39 | 16    |
| 12    | 30 a 34 | 12    |
| 4     | 25 a 29 | 4     |
| 8     | 20 a 24 | 4     |
| 12    | 15 a 19 | 12    |
| 20    | 10 a 14 | 12    |
| 20    | 5 a 9   | 8     |
| 12    | 0 a 4   | 4     |

## Economia
El 2007 la població en edat de treballar era de 205 persones, 151 eren actives i 54 eren inactives. De les 151 persones actives 134 estaven ocupades (72 homes i 62 dones) i 17 estaven aturades (8 homes i 9 dones). De les 54 persones inactives 17 estaven jubilades, 21 estaven estudiant i 16 estaven classificades com a «altres inactius».

### Ingressos
El 2009 a Étrun hi havia 127 unitats fiscals que integraven 326,5 persones, la mediana anual d'ingressos fiscals per persona era de 20.286 €.

### Activitats econòmiques
Dels 7 establiments que hi havia el 2007, 3 eren d'empreses de construcció, 1 d'una empresa de comerç i reparació d'automòbils, 1 d'una empresa immobiliària, 1 d'una empresa de serveis i 1 d'una empresa classificada com a «altres activitats de serveis».
Dels 3 establiments de servei als particulars que hi havia el 2009, 1 era un paleta, 1 lampisteria i 1 electricista.
L'any 2000 a Étrun hi havia 5 explotacions agrícoles.

## Equipaments sanitaris i escolars
El 2009 hi havia una escola elemental.

## Poblacions més properes
El següent diagrama mostra les poblacions més properes.